# Lithostegia
Lithostegia es un género monotípico de helechos perteneciente a la familia  Dryopteridaceae. Su única especie es: Lithostegia foeniculacea Se encuentra en China, Birmania y la India.

## Taxonomía
Lithostegia foeniculacea fue descrita por (Hook.) Ching  y publicado en Sinensia 4(1): 5–8, t. 1. 1933.
Sinonimia
- Aspidium foeniculaceum Hook.
- Diacalpe foeniculacea (Hook.) C.B. Clarke
- Lastrea foeniculacea (Hook.) Bedd.
- Polystichum foeniculaceum (Hook.) J. Sm.